# Riz
Mohd Idris bin Mohd Zaizizi, conocido artísticamente como Riz, es un cantante malayo nacido el 19 de diciembre de 1986, en kg Padang kunyit, Grik, Perak. Saltó a la fama después de convertirse en finalista de la sexta temporada de la exitosa serie de un concurso de Talentos llamado, Akademi Fantasia.

## En Akademi Fantasia
En 2008, Riz entró a una audición de la Akademi Fantasia en Kuala Lumpur para participar en un concurso de canto, para darse conocer bajo el título de N Sync, aunque en su audición no fue transmitido. Actuó en Kasih Berubah delante de los jueces durante una ronda de su presentación, demostrando su talento vocal agradable y enorme, Riz tuvo éxito para la siguiente ronda.
Su anterior intento de darse a conocer en la industria de la música comenzó en 2004, cuando realizó una audición para la Akademi Fantasia, de temporada 2. Luego hizo otra audición para el Idol de Malasia. Solo lo hizo hasta los 50. Riz jamás perdió la esperanza. Lo intentó de nuevo en otro concurso de canto. Solo que esta vez, se unió a un grupo vocal y que también fue de corta duración. En 2007, regresó nuevamente a la audición para Akademi Fantasia, en la 5 ª temporada, pero solo fue transmitido hasta la tercera etapa. En 2008, con su gran entusiasmo, volvió más preparado para otra audición de Akademi Fantasia, 6 ª temporada, hasta que fue coronado como subcampeón de la serie el 25 de mayo de 2008.

## Filmografía
| Año  | Título                              | Personaje     | Nota              |
| ---- | ----------------------------------- | ------------- | ----------------- |
| 2008 | Trek Selebriti                      | Riz (himself) | Main Role         |
| 2008 | Aku Stacy                           | Riz (himself) | guest appearance  |
| 2008 | Camp Rock the Movie (Malay Version) | Shane Gray    | Main Role (voice) |